# Cillos Futebol Clube
O Cillos Futebol Clube foi um clube de futebol sediado em Santa Bárbara d'Oeste, interior de São Paulo, fundado em 1934 e mantido por Francisco de Cillo, proprietário da Usina Açucareira de Cillos. O clube nunca se profissionalizou, limitando-se a disputar campeonatos amadores locais, tendo conquistado em 1954 a Taça Cidade de Santa Bárbara. Foi dissolvido em 1958.

## Títulos
- Taça Cidade de Santa Bárbara: 1954.[5]